# Léopold Gnininvi
Léopold Messan Kokou Gnininvi (* 19. Dezember 1942 in Aného) ist ein togoischer Politiker. Er ist Generalsekretär der oppositionellen Convention démocratique des peuples africains (CDPA) und war Minister für Industrie, Handwerk und technologische Innovationen der togoischen Regierung unter Ministerpräsident Gilbert Houngbo.

## Werdegang und wissenschaftliche Laufbahn
Gnininvi wurde in der Hafenstadt Aného in der Präfektur Lacs geboren, nach Studium und Promotion in Physik und Mathematik habilitierte er 1977 an der Universität von Burgund in Dijon. Anschließend lehrte und forschte er von 1978 bis zu seiner Pensionierung 1997 an der Universität Lomé als Spezialist für Solarenergie und Energieeffizienz. Gleichzeitig war er nationaler Direktor der wissenschaftlichen Forschung von 1987 bis 1993, Direktor des nationalen Instituts für Wissenschaft und Lehre von 1979 bis 1988 und er leitete von 1978 bis 1993 das Labor für Solarenergie der Universität Lomé.

## Politische Laufbahn
Im März 1991, nachdem die Regierung des Diktators Gnassingbé Eyadéma die Bildung von Parteien zugelassen hatte, wurde Gnininvi Generalsekretär der CDPA, als solcher wurde er 1992 und 1997 bestätigt. Auf eine Ernennung zum Ministerpräsidenten einer Übergangsregierung durch die am 8. Juli 1991 einberufene Nationalkonferenz verzichtete er zugunsten Joseph Kokou Koffigohs, um einen Bruch in der Opposition zu vermeiden. Als Vorsitzender und Delegierter der zum Collectif de l'Opposition pour la Democratie II (COD-II) zusammengeschlossenen Oppositionsparteien nahm er an den Gesprächen von Ouagadougou teil, die zu einer Übereinkunft zwischen Opposition und der RPT Eyadémas führten und den Weg für die Präsidentschaftswahl in Togo 1993 ebneten.

### Präsidentschaftswahl 1998
Gnininvi war Kandidat der CDPA zu der Präsidentschaftswahl 1998, er konnte 0,8 % der Stimmen auf sich vereinen. Gemeinsam mit anderen oppositionellen Kandidaten kritisierte Gnininvi den Ablauf und die Organisation der Wahl. Nach der Wahl verweigerten die CDPA und Gnininvi im November 1998 Gespräche mit Gnassingbé Eyadéma.

### Präsidentschaftswahl 2003
Zu der Präsidentschaftswahl am 1. Juni 2003 kündigte Gnininvi seine Kandidatur am 30. April 2003 an, wie auch andere Kandidaten zog Gnininvi seine Kandidatur am 26. Mai jedoch wieder zurück und rief dazu auf, den Kandidaten der UFC, Emmanuel Bob-Akitani, zu unterstützen. Da die offiziellen Kandidatenlisten bereits am 12. Mai veröffentlicht wurden, erhielt Gnininvi 0,017 % der Stimmen.

### Tätigkeiten als Minister
In der Regierung Yawovi Agboyibos diente Gnininvi ab September 2006 als Minister für Energie und Bergbau. Wie bereits bei der Parlamentswahl 2002 konnte Gnininvis CDPA in der Parlamentswahl 2007 keinen Sitz in der togoischen Nationalversammlung erringen, in der anschließend gebildeten Regierung nationaler Einheit Komlan Mallys erhielt Gnininvi dennoch den bedeutenden Posten des Ministers für auswärtige Angelegenheiten und regionale Integration.
Seit dem 15. September 2008 war Gnininvi Minister für Industrie, Handwerk und Technologie in der Regierung Gilbert Houngbos. Um seine Partei angesichts der Präsidentschaftswahl in Togo 2010 aus der Regierungsverantwortung zu nehmen, trat Gnininvi, gemeinsam mit einem weiteren Minister der CDPA, im September 2009 von seinem Ministeramt zurück.